# Onzième gouvernement de Croatie
 (juillet 2023).
Si vous disposez d'ouvrages ou d'articles de référence ou si vous connaissez des sites web de qualité traitant du thème abordé ici, merci de compléter l'article en donnant les références utiles à sa vérifiabilité et en les liant à la section « Notes et références ».
République de Croatie
Xe XIIe
Le onzième gouvernement de Croatie (Jedanaesta Vlada Republike Hrvatske) est le gouvernement de la République de Croatie entre le 6 juillet 2009 et le 23 décembre 2011, durant la sixième législature de la Diète.

## Majorité et historique
Dirigé par la nouvelle Première ministre conservatrice Jadranka Kosor, précédemment ministre de la Famille, ce gouvernement est soutenu et constitué par l'Union démocratique croate (HDZ), le Parti paysan croate (HSS), le Parti social libéral croate (HSLS) puis deux députés indépendants, et les huit députés des minorités ethniques, qui disposent ensemble de 83 députés sur 153, soit 54,2 % des sièges de la Diète.

### Formation
Il a été formé le 6 juillet 2009 à la suite de la démission inattendue du Premier ministre et président de la HDZ, Ivo Sanader, au pouvoir depuis 2003. Quelque temps plus tard, ce dernier est inculpé dans plusieurs affaires de corruption et détournement de fonds.
Le 10 juillet 2010, le président du HSLS, Darinko Kosor, annonce sa décision de retirer son soutien au gouvernement. Les deux députés de sa formation quittent alors le parti et continuent d'appuyer le cabinet.

### Succession
Après la victoire de la coalition Cocorico, de centre gauche, aux élections législatives du 4 décembre 2011, Kosor est remplacée par le social-démocrate Zoran Milanović, qui forme le douzième gouvernement de Croatie.

## Composition

### Initiale (6 juillet 2009)
- Les nouveaux ministres sont indiqués en gras, ceux ayant changé d'attributions en italique.

| Image | Portefeuille                                                                                        | Nom | Nom                                   | Parti |
| ----- | --------------------------------------------------------------------------------------------------- | --- | ------------------------------------- | ----- |
|       | Première ministre                                                                                   |     | Jadranka Kosor                        | HDZ   |
|       | Vice-Premier ministre                                                                               |     | Slobodan Uzelac                       | SDSS  |
|       | Vice-Premier ministre Ministre du Développement régional, des Forêts et des Eaux                    |     | Božidar Pankretić                     | HSS   |
|       | Vice-Premier ministre Ministre de l'Économie, du Travail et des Entreprises                         |     | Damir Polančec (jusqu'au 30/10/2009)  | HDZ   |
|       | Vice-Première ministre                                                                              |     | Đurđa Adlešić (jusqu'au 12/10/2010)   | HSLS  |
|       | Vice-Premier ministre (à partir du 19/11/2009) Ministre des Finances                                |     | Ivan Šuker                            | HDZ   |
|       | Vice-Premier ministre (à partir du 19/11/2009) Ministre de la Santé et du Bien-être social          |     | Darko Milinović                       | HDZ   |
|       | Ministre de l'Économie, du Travail et des Entreprises                                               |     | Đuro Popijač (à partir du 19/11/2009) | Sans  |
|       | Ministre du Tourisme                                                                                |     | Damir Bajs                            | HSS   |
|       | Ministre de la Culture                                                                              |     | Božo Biškupić                         | HDZ   |
|       | Ministre de l'Agriculture, de la Pêche et du Développement rural                                    |     | Petar Čobanković                      | HDZ   |
|       | Ministre de la Famille, des Anciens combattants et de la Solidarité entre les générations           |     | Tomislav Ivić                         | HDZ   |
|       | Ministre des Affaires étrangères et de l'Intégration européenne                                     |     | Gordan Jandroković                    | HDZ   |
|       | Ministre de la Mer, des Transports et des Infrastructures                                           |     | Božidar Kalmeta                       | HDZ   |
|       | Ministre de l'Administration publique                                                               |     | Davorin Mlakar                        | HDZ   |
|       | Ministre de la Défense                                                                              |     | Branko Vukelić                        | HDZ   |
|       | Ministre de la Justice                                                                              |     | Ivan Šimonović (jusqu'au 07/07/2010)  | Sans  |
|       | Ministre de la Justice                                                                              |     | Dražen Bošnjaković                    | HDZ   |
|       | Ministre de la Protection de l'environnement, de l'Aménagement du territoire et des Travaux publics |     | Marina Matulović-Dropulić             | HDZ   |
|       | Ministre de la Science, de l'Éducation et des Sports                                                |     | Radovan Fuchs                         | HDZ   |
|       | Ministre de l'Intérieur                                                                             |     | Tomislav Karamarko                    | Sans  |
|       | Ministre sans portefeuille                                                                          |     | Bianca Matković (jusqu'au 24/03/2010) | HDZ   |

### Remaniement du 29 décembre 2010
- Les nouveaux ministres sont indiqués en gras, ceux ayant changé d'attributions en italique.

| Image | Portefeuille                                                                                        | Nom | Nom                    | Parti |
| ----- | --------------------------------------------------------------------------------------------------- | --- | ---------------------- | ----- |
|       | Première ministre                                                                                   |     | Jadranka Kosor         | HDZ   |
|       | Vice-Premier ministre                                                                               |     | Slobodan Uzelac        | SDSS  |
|       | Vice-Premier ministre Ministre du Développement régional, des Forêts et des Eaux                    |     | Božidar Pankretić      | HSS   |
|       | Vice-Premier ministre Ministre de la Santé et du Bien-être social                                   |     | Darko Milinović        | HDZ   |
|       | Vice-Premier ministre Ministre de l'Agriculture, de la Pêche et du Développement rural              |     | Petar Čobanković       | HDZ   |
|       | Vice-Premier ministre Ministre des Affaires étrangères et de l'Intégration européenne               |     | Gordan Jandroković     | HDZ   |
|       | Vice-Premier ministre                                                                               |     | Domagoj Ivan Milošević | HDZ   |
|       | Ministre des Finances                                                                               |     | Martina Dalić          | HDZ   |
|       | Ministre du Tourisme                                                                                |     | Damir Bajs             | HSS   |
|       | Ministre de la Culture                                                                              |     | Jasen Mesić            | HDZ   |
|       | Ministre de la Famille, des Anciens combattants et de la Solidarité entre les générations           |     | Tomislav Ivić          | HDZ   |
|       | Ministre de la Mer, des Transports et des Infrastructures                                           |     | Božidar Kalmeta        | HDZ   |
|       | Ministre de l'Administration publique                                                               |     | Davorin Mlakar         | HDZ   |
|       | Ministre de la Défense                                                                              |     | Davor Božinović        | HDZ   |
|       | Ministre de la Justice                                                                              |     | Dražen Bošnjaković     | HDZ   |
|       | Ministre de la Protection de l'environnement, de l'Aménagement du territoire et des Travaux publics |     | Branko Bačić           | HDZ   |
|       | Ministre de la Science, de l'Éducation et des Sports                                                |     | Radovan Fuchs          | HDZ   |
|       | Ministre de l'Intérieur                                                                             |     | Tomislav Karamarko     | Sans  |
|       | Ministre de l'Économie, du Travail et des Entreprises                                               |     | Đuro Popijač           | Sans  |